# Nadruviani

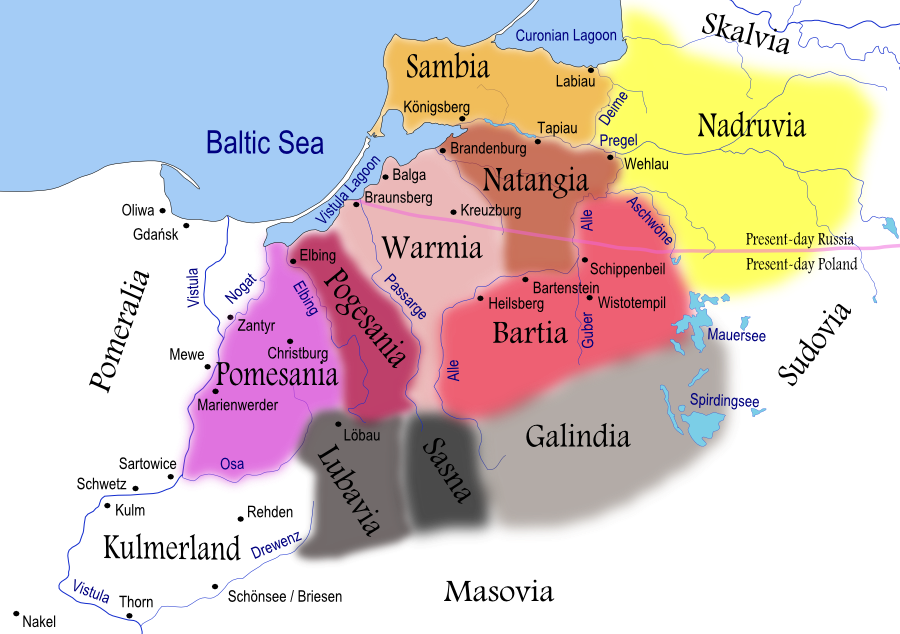
I nadruviani e le altre comunità prussiane che abitavano l'odierna Polonia settentrionale-Oblast' di Kaliningrad-Lituania meridionale nel XIII secolo

I Nadruviani erano una popolazione indigena affiliata ai prussiani e, di conseguenza, ai balti. Abitavano in Nadruvia (regione indicava in varie versioni: Nadruva, Nadrowite, Nadrovia, Nadrauen, Nadravia, Nadrow e Nadra), un vasto territorio nella parte più settentrionale della Prussia. I vicini storici dei nadruviani erano gli skalviani sul fiume Neman (Nemunas) appena a nord, i sudoviani ad est e un numero sparso di altre tribù prussiane a sud e ovest. La maggior parte delle informazioni su questa popolazione è fornita da una cronaca di Pietro di Duisburg.

## Storia
Nel 1236 Pietro di Duisburg riporta che in Nadruvia avesse sede Romuva, il principale centro sacro della religione baltica. Lì risiedeva il Kriwe di Romuva, ovvero il sommo sacerdote o "Papa pagano", la massima carica sacerdotale a cui un membro della popolazione locale potesse aspirare. Nessun'altra fonte storica fa però riferimento a tale luogo. Gli studiosi nutrono notevoli dubbi sull'esistenza di un insediamento così ben organizzato.
In virtù della posizione geografica, i nadruviani furono conquistati per ultimi dai Cavalieri Teutonici, un ordine religioso cavalleresco tedesco. Nel 1226, Corrado I di Masovia invitò i tedeschi a difendere i suoi confini e sconfiggere i pruzzi, offrendo ad essi Chełmno (Kulm) come testa di ponte per le loro operazioni. I primi scontri militari tra nadruviani e teutonici si verificarono nel 1255 circa, quando i secondi erano intenti ad attaccare i sambiani, i vicini occidentali dei nadruviani. Duisburg sostiene che i nadruviani avevano diverse fortificazioni, presidiate da nutrite guarnigioni. I due nomi a cui l'autore fa riferimento non sono del tutto comprensibili (Otholicia e Cameniswika) ed è molto difficile identificare la posizione esatta. I nadruviani costruirono una struttura difensiva a Velowe quando l'Ordine raggiunse le loro terre. I sambiani dovettero arrendersi nel 1277, mentre la conquista dei nadruviani fu ritardata dalla grande rivolta prussiana scoppiata nel 1260. La rivolta terminò nel 1274 e i nadruviani si arresero l'anno seguente. La fortezza prussiana di Velowe fu espugnata dai tedeschi e ribattezzata Wehlau. Un gruppo di nadruviani trovò rifugio nel Granducato di Lituania. Il resto dovette accettare l'incorporazione nello Stato monastico dei Cavalieri Teutonici e si unì ai coloni tedeschi. 
Alla fine, qualche decennio dopo l'inizio del XVI secolo, i nadruviani presumibilmente scomparvero e furono assorbiti dai lituani e dagli slavi.

## Etimologia e classificazione

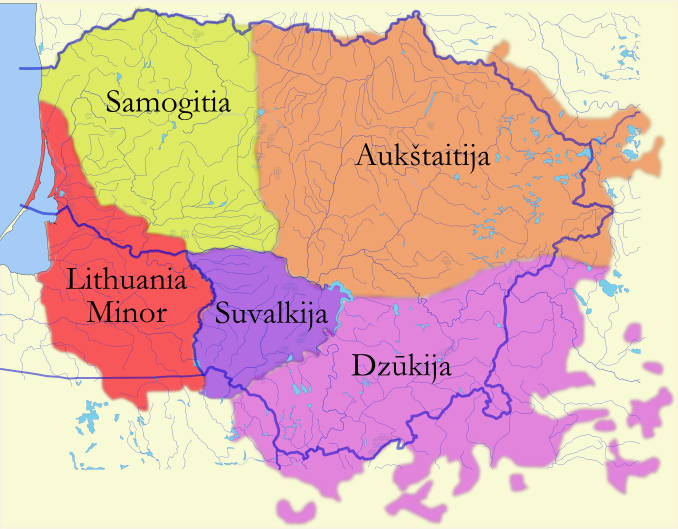
Il territorio dei nadruviani era in gran parte corrispondente alla Lituania minore, una delle regioni etnografiche storiche della Lituania

I linguisti hanno fornito diverse ipotesi sull'etimologia del nome della Nadruvia e del suo popolo:
- Kazimieras Būga sostiene che Nadravo deriverebbe dal prussiano antico na (su) e dravis (legno).

- Kazys Kuzavinis e Zigmas Zinkevičius ritengono che la parola nadruviano deriverebbe da una fusione di na e qualche reflusso del termine indoeuropeo dhreu- (flusso), come nel termine inglese drizzle (pioggia leggera).

- Vilius Pėteraitis afferma che l'origine del nome è da ricercare nel Drava, uno degli affluenti del Pregel, il cui nome non è sopravvissuto fino ad oggi.[6]

- Come per altre antiche tribù prussiane, la paretimologia indica che la Nadruvia abbia assunto tale denominazione per via di Nadro, figlio del capo prussiano Widewuto.

Mentre la maggior parte dei linguisti concorda sul fatto che i nadruviani fossero una delle popolazioni affiliate ai prussiani, alcuni storici sostengono che fossero invece un clan separato, più legato ai lituani occidentali che ai prussiani. La questione è ulteriormente complicata dal fatto che l'area fu ampiamente spopolata dalle crociate contro prussiani e lituani. A riempire tale vuoto furono i coloni dalla Germania e dalla Lituania (in particolare la Lituania Minore). Per tali ragioni, è impossibile determinare se i lituani vivessero lì già in passato o vi emigrarono più tardi.